# Sziklai Ferenc
Sziklai Ferenc, Szift (1914 – ?) válogatott labdarúgó, kapus.

## Pályafutása

### Klubcsapatban
Az Újpest labdarúgója volt, ahol két bajnoki címet szerzett a csapattal.  Megbízható, bátor kapus volt, remek öklözésével tűnt ki a többi kapus közül.

### A válogatottban
1939-ben egy alkalommal szerepelt a magyar labdarúgó-válogatottban.

## Sikerei, díjai
- Magyar bajnokság
  - bajnok: 1934–35, 1938–39
  - 2.: 1935–36, 1937–38
  - 3.: 1936–37

## Statisztika

### Mérkőzése a válogatottban
| Magyarország | Magyarország        | Magyarország | Magyarország  | Magyarország | Magyarország | Magyarország | Magyarország | Magyarország |
| #            | Dátum               | Helyszín     | Hazai         | Eredmény     | Vendég       | Kiírás       | Gólok        | Esemény      |
| ------------ | ------------------- | ------------ | ------------- | ------------ | ------------ | ------------ | ------------ | ------------ |
| 1.           | 1939. augusztus 27. | Varsó        | Lengyelország | 4 – 2        | Magyarország | barátságos   | -            |              |
|              | Összesen            |              |               | 1            | mérkőzés     |              | 0            | gól          |